# Osani
Osani település Franciaországban, Corse-du-Sud megyében. Lakosainak száma 95 fő (2022. január 1.). Osani Galéria, Partinello és Piana községekkel határos.

## Népesség
A település népességének változása:
| Lakosok száma | 184  | 121  | 103  | 95   | 102  | 97   | 97   | 99   | 98   | 95   |
|               | 1968 | 1982 | 1990 | 2006 | 2013 | 2015 | 2017 | 2019 | 2020 | 2022 |